# Češnjica, Železniki
Češnjica (izgovarjava [ˈtʃeːʃnjitsa]; v starejših virih tudi Češenjica, nemško Tscheschenza) je nekdanje naselje v občini Železniki na Gorenjskem v Sloveniji. Danes je del Železnikov.

## Geografija
Češnjica je gručasto naselje nad cesto iz Škofje Loke proti Petrovemu Brdu ob potoku Češnjica, pritoku Selške Sore. Vzhodno od Češnjice se dviga hrib Štalca (642 m), na kateri so našli ostanke prazgodovinskega gradišča z okopi ter kose železove žlindre.

## Ime
Češnjica je leta 1291 zapisana kot Chersteten, Kersteten leta 1426 in Tschresnitzi leta 1500. Ime Češnjica si deli še z drugimi kraji v Sloveniji. Izpeljanka je iz občega imena 'češnja' in se nanaša na tamkajšnje lokalno rastlinstvo.

## Zgodovina
Češnjica je imela leta 1870 231 prebivalcev v 28 hišah, leta 1880 204 prebivalce v 29 hišah, leta 1890 214 prebivalcev v 31 hišah, leta 1900 pa 200 prebivalcev v 31 hišah. Češnjica se je leta 1966 priključila Železnikom in tako izgubila status samostojnega naselja.
V naselju med drugim stojijo tri spomeniško zaščitene nadstropne kmečke hiše pravokotne zasnove iz 19. in 20. stoletja ter dve večji domačiji. V osrednjem delu naselja stoji leta 1964 odkrita spominska plošča, ki je posvečena partizanoma Jožetu Golobu in Antonu Šifrarju (oba ubita septembra 1942).

## Znani ljudje
Znani ljudje, ki so se rodili ali živeli v Češnjici, so:
- Urška Dolinarka (rojena 1457), kmetica in junakinja
- Franc Ksaver Jelenc (1749–1805), pravnik
- Janko Prezelj, partizansko ime Stane (1923–neznano), partizanski komandant[17]